# 雷屈尔 (上比利牛斯省)
雷屈尔（法語：Recurt）是法国上比利牛斯省的一个市镇，属于塔布区（Tarbes）加朗县（Galan）。该市镇总面积13.43平方公里，2009年时的人口为180人。

## 人口
雷屈尔人口变化图示